# Українська мала енциклопедія

Українська Мала Енциклопедія.

Українська мала енциклопедія — енциклопедичний словник, створений в Аргентині. Надрукований у Буенос-Айресі накладом Адміністратури УАПЦ в Аргентині протягом 1957—1967 років Видання складається з 8-ми томів (16 книг), 2148 сторінок. Автором цієї унікальної енциклопедії є одна людина — український вчений-етнолог, енциклопедист, просвітитель, публіцист і політик, професор Євген Онацький, який працював над нею все життя.
В енциклопедії протрактовано теми суспільних наук, української духовної культури — етики, релігії, суспільної психології і філософії, вірувань, забобонів, символіки, народної творчості, історії, літератури.
Наклад енциклопедії — 1000 примірників.

## Пам'ятка української культури
За своїм стилем УМЕ є специфічним виданням, відмінним від традиційних енциклопедичних словників. Її автор уважав, що на відміну від звичайних лексиконів, котрі мають безособовий характер, УМЕ має висвітлювати матеріали з позицій християнської етики та української духовності.
Порівнюючи у передмові до УМЕ свою енциклопедію з іншими двома українськими енциклопедіями, що вже були видані на той час — Українською Загальною Енциклопедією і Енциклопедією Українознавства (на той час була видана частково) — Євген Онацький відзначає зокрема такі особливості своєї енциклопедії:
1. «Не знайти в моїй Енциклопедії гасел із усіх тих наук, що знаходяться поза колом зацікавлень автора — відпадає вся технологія й інженерія, відпадають у значній частині природничі науки, майже вся економіка і майже вся географія».
2. «Дуже широко, — далеко ширше, ніж у двох попередніх названих Енциклопедіях, — потрактовано теми т. зв. суспільних наук, поскільки вони зачіпають проблеми української духовної культури — етики, релігії, суспільної психології і філософії, вірувань, забобонів, символіки, народної творчости, історії, літератури…»

В енциклопедії досить мало уваги приділено біографічним матеріалам про політичних та суспільних діячів. Автор обговорює біографії тільки тих людей з українського історичного минулого, що набрали вже деякого символічного значення. Ширше розглянуто біографії іноземців, що виявили те чи інше зацікавлення Україною. Разом з тим значно розширено огляд ідей, речей, явищ. Охоплено лише деякі ділянки української духовної культури, зокрема з етнографії й фольклору, етики, релігії, психології й філософії, рідше — літератури й історії. Зміст гасел часто поданий як цитати з різних творів, преси і довідників.
Називаючи свою енциклопедію «Малою» (хоча розміром вона була не набагато менша від інших — 8 томів) Є. Онацький мав на увазі по-перше те, що вона не охоплює всіх галузей науки, а по-друге, спиняється не над усіма значеннями того чи іншого гасла, а тільки над деякими, обмежуючись тими, що видавалися авторові «істотнішими для зрозуміння української духовности чи для підкреслення якогось важливішого для українців етичного, психологічного чи філософського моменту».
До більшості статей енциклопедії додано бібліографію.

## Перевидання в Україні
2016 року у київському Університетському видавництві «Пульсари» вийшов перший том другого, уточненого чотиритомного видання Української малої енциклопедії. У першому томі подано 1910 статей (літери А-І). Наклад першого тому 1000 примірників. Обсяг 576 сторінок. ISBN 978-617-615-060-2, ISBN 978-617-615-061-1 (том 1).
Другий том (літери Ї — На) вийшов 2018 р. Наклад другого тому 1000 примірників. Обсяг 528 сторінок. ISBN 978-617-615-084-8 (том 2).
Упорядник, науковий редактор і автор переднього слова до видання доктор історичних наук Сергій Білокінь.